# Mario Benzing
Mario Benzing (Como, 7 de dezembro, 1896 - Milão, 28 de novembro, 1958) foi um escritor e tradutor italiano de origem alemã.
Durante a Primeira Guerra Mundial, alistou-se no corpo médico do exército italiano; ferido numa batalha, foi internado no Hospital Militar de Milão e fez o conhecimento de Ernest Hemingway. Entre as duas guerras, escreveu diversas novelas e biografias (Messalina, Cleópatra e a rainha Cristina da Suécia). Como um tradutor literário de inglês, de alemão e de francês (frequentemente assinando como Mario Benzi, por causa das leis do período, que impuseram nomes italianos), devotou seu trabalho as obras de Jack London, Joseph Conrad, Rudyard Kipling, Arthur Schnitzler, Lewis Carroll, Pelham G. Wodehouse, E.T.A. Hoffmann, Edgar Allan Poe, Sigrid Undset, Herbert George Wells.